# Xuanzang
 (octobre 2016).
Si vous disposez d'ouvrages ou d'articles de référence ou si vous connaissez des sites web de qualité traitant du thème abordé ici, merci de compléter l'article en donnant les références utiles à sa vérifiabilité et en les liant à la section « Notes et références ».
Xuanzang (chinois : 玄奘 ; pinyin : Xuánzàng ; Wade : Hsüan-tsang ; EFEO : Hiuan-tsang) (600 ou 602 – 664),, moine bouddhiste chinois, est l'un des plus grands traducteurs de soutras bouddhiques de l'histoire de la Chine. Il est né à Luoyang, dans le Henan. En 629, il part en pèlerinage en Inde afin d'aller chercher des textes bouddhiques. Il est de retour en avril 645, ramenant un grand nombre de soutra sanskrit qu'il va s'atteler à traduire et qui enrichiront considérablement la littérature bouddhique disponible en Chine. Par ailleurs, avec son disciple Huili (chinois : 慧立 ; pinyin : huìlì, parfois transcrit Kui Ji), il a ramené et établi en Chine l'école dite « de la conscience seule » (sk. vijñānavāda ou yogācāra, ch. wéishí 唯識). 
Son propre récit, Rapport du voyage en Occident à l'époque des Grands Tang, d'une exceptionnelle richesse d'information sur les mondes chinois et indien à l'époque des Tang et de Harsha, fit l'objet de nombreuses adaptations littéraires ultérieures.
La plus célèbre de ces adaptations est le grand roman classique La Pérégrination vers l'Ouest (chinois simplifié : 西遊記 ; chinois traditionnel : 西游记 ; pinyin : xīyóujì) très populaire en Chine, et qui fait de Xuanzang l'un des personnages historiques les plus connus des Chinois. Dans le roman, il apparaît sous le nom de Tang Sanzang (chinois : 三藏 ; pinyin : Sānzàng), traduction chinoise de Tripitaka (« trois corbeilles »), terme qui désigne le canon bouddhique et, par extension, les moines qui en ont la maîtrise.
Il est aussi l'auteur de la Vijñaptimātratāsiddhi (Chéng Wéishì Lùn 成唯識論), un texte important qui commente la Triṁśikā (« La trentaine ») de Vasubandhu et constitue une sorte d'encyclopédie des doctrines du Yogācāra. 

## Biographie

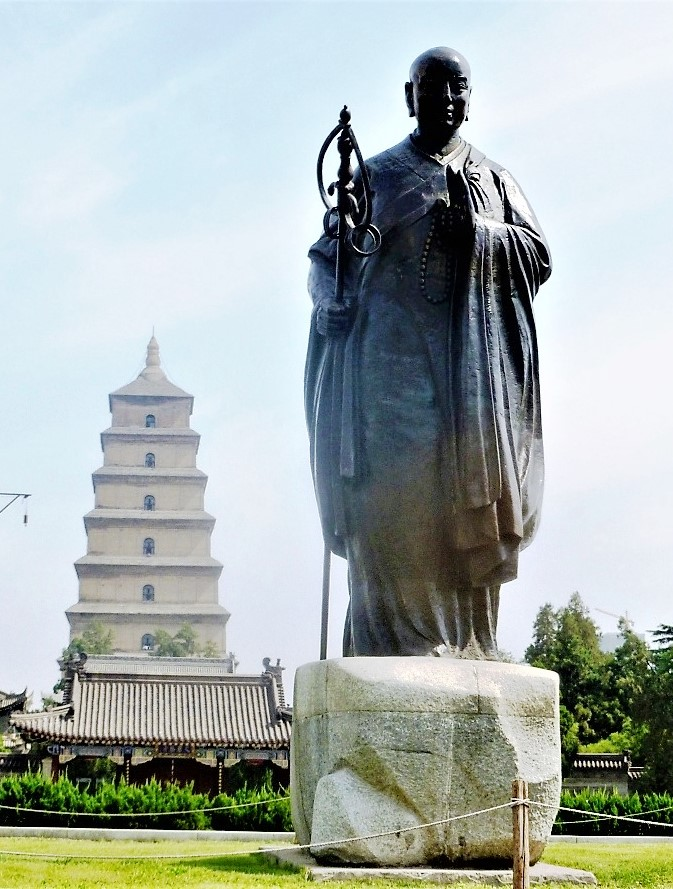
Statue de Xuanzang devant la Grande pagode de l'oie sauvage à Xi'an.

Xuanzang est né à Luoyang, dans le Henan, cadet de quatre fils d'une famille de lettrés. Bien que sa famille soit essentiellement confucéenne, il exprime dès son jeune âge le désir de devenir moine bouddhiste, comme son grand frère Chensu, deuxième de la fratrie.
Son souhait ayant été entendu, il entre à onze ans comme novice au monastère Jingtu (净土寺 / 淨土寺, jìngtǔ sì, « Monastère de la terre pure »)  — patronné par la dynastie Sui — dans le Luoyang,, où il rejoint son frère Chensu qui y était déjà moine. Durant cette période, il étudie le Mahâparanirvanâsutrâ ainsi que d'autres textes du Mahâyâna.
En 618, la dynastie des Sui s'effondre. Xuanzang et Chensu s'enfuient vers Chang'an (Xi'an), devenue la capitale des Tang , puis de là plus au sud à Chengdu dans le Sichuan. Les deux frères y passent deux ou trois ans en études approfondies, principalement les Abhidharma (commentaires) du bouddhisme hînayâna et du mahâyâna. Xuanzang parfait également sa connaissance de la doctrine du courant Vijñânavâdin.
Xuanzang est pleinement ordonné moine en 622 à l'âge de 20 ans,. Son étude de différentes traductions du  Mahāyānasaṃgraha lui révèle un certain nombre de difficultés posées par certaines traductions, ce qui l'amène à vouloir se rendre en Inde pour rapporter les textes sanskrits originels, notamment ceux de l'école Vijñânavâdin. 
Il quitte ensuite son frère et retourne à Chang'an pour apprendre des langues étrangères et continuer son étude du bouddhisme. Il commence ainsi à maîtriser le sanskrit en 626 et étudie probablement le tokharien, langue indo-européenne pratiquée dans l'actuel Xinjiang et ouest du Gansu, dont la production du corpus bouddhique est importante dans la première moitié du Ier millénaire apr. J.-C. Pendant ce temps, Xuanzang s'intéresse également à l'école métaphysique yogācāra.

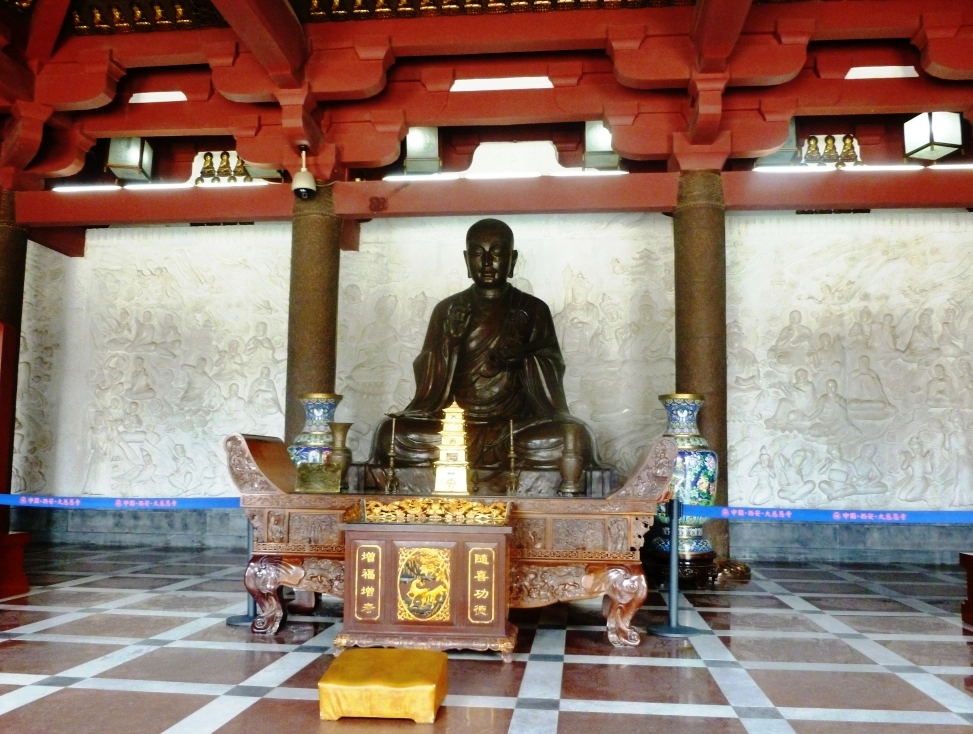
Statue de Xuanzang en traducteur. Grande pagode de l'oie sauvage.

En 629, il entame son périple vers l'Inde en quittant clandestinement Chang'an, l'empereur Taizong (règne de 626 à 649.) s'opposant fortement à ce voyage. Son périple va durer jusqu'en 645 et le conduire à travers les grands sites de pèlerinage bouddhiques jusqu'à Nalânda, célèbre pour son monastère-université où il passe plusieurs années à maîtriser le sanskrit, et à étudier les textes du Yogâcâra. En 645, il rentre dans capitale des Tang avec pas moins de 657 textes sanskrits, mais aussi des reliques et des images, objet qui seront conservés dans la Grande pagode de l'oie sauvage à Xi'an. Xuanzang demande son pardon à l'empereur Taizong — qui le lui accorde et lui réserve un accueil chaleureux, avec toute la population de Chang'an.
Par la suite, les empereurs Taizong et Gaozong (r. 649-683) rendirent hommage à Xuanzang en lui conférant le titre de Tripitaka (chinois: sanzang fashi, « maître du Canon bouddhiste »).

## Bilan d'un voyage

### Le traducteur
Outre le titre, les deux empereurs établirent pour Xuanzang un bureau de traduction dans la capitale, où le maître était à la tête d'une nuée de moines traducteurs, chargés de transcrire les textes, de les relire, de retravailler, clarifier et polir les traductions, et d'attester ainsi de la qualité de leur syntaxe et de leur signification. C'est ainsi que de 645 à sa mort, Xuanzang put superviser la traduction de soixante-seize soutra et shastra (commentaires) représentant au total 1347 rouleaux, soit près de quatre fois le nombre de rouleaux traduits par le grand Kumarajiva. Les spécialistes estiment que Xuanzang et son équipe traduisaient un rouleau chaque cinq jours, et ce pendant dix-huit ans.  
Les traductions de Xuanzang ont fait date dans l'histoire du bouddhisme en Chine: elles ont reçu le nom de « nouvelles traductions », par opposition à celles qui les précédaient, qualifiées d'« anciennes traductions ». Cela est dû précisément à la qualité des textes que livrait Xuanzang, à leur forme plus accessible pour les lecteurs chinois. Les qualités littéraires et l'érudition de Xuanzang sont aussi pour beaucoup dans cela.
Parmi ses traductions les plus importantes, mentionnons le Yogacarabhumi shastra (en) (« Traité des terres des pratiquants du Yoga »), œuvre qui avait la première motivation de son voyage et dont il a laissé une traduction en cent rouleaux, l'Abhidarmakosa (« Trésor de l'Abhidarma ») de Vasubandhu, les six cents rouleaux de la Prajnaparamita (« Traité de la Grande Sagesse »).

### L'écrivain
Il laisse également un récit fort précieux de ses observations au cours de son long périple, le Dà Táng Xī Yù Jì (大唐西域記) (« Le Grand Livre de la dynastie Tang des régions occidentales ») qui nous apporte quantité d'informations sur l'Inde du viie siècle et qui sera à l'origine d'un des monuments de la littérature chinoise, portant le titre de Xī Yóu Jì (西游记) (« Pérégrination vers l'Ouest ») et dû à Wu Cheng'en. Ce roman narre les aventures du moine Sanzang (Tripitaka) accompagné par un singe pèlerin.
Son récit de voyage offre une description de l'Inde bouddhique au moment où elle entame son déclin et il est donc d'un intérêt majeur pour la connaissance de l'Inde de cette époque. 
Se fondant sur le texte de Xuanzang, une mission archéologique menée par Zemaryalaï Tarzi, un archéologue français d’origine afghane, effectua en 2005 des recherches dans la vallée de Bâmiyân pour retrouver un Bouddha couché en parinirvâna dont le voyageur chinois estimait la longueur à trois cents mètres.

## Le voyage I: Vers l'Inde

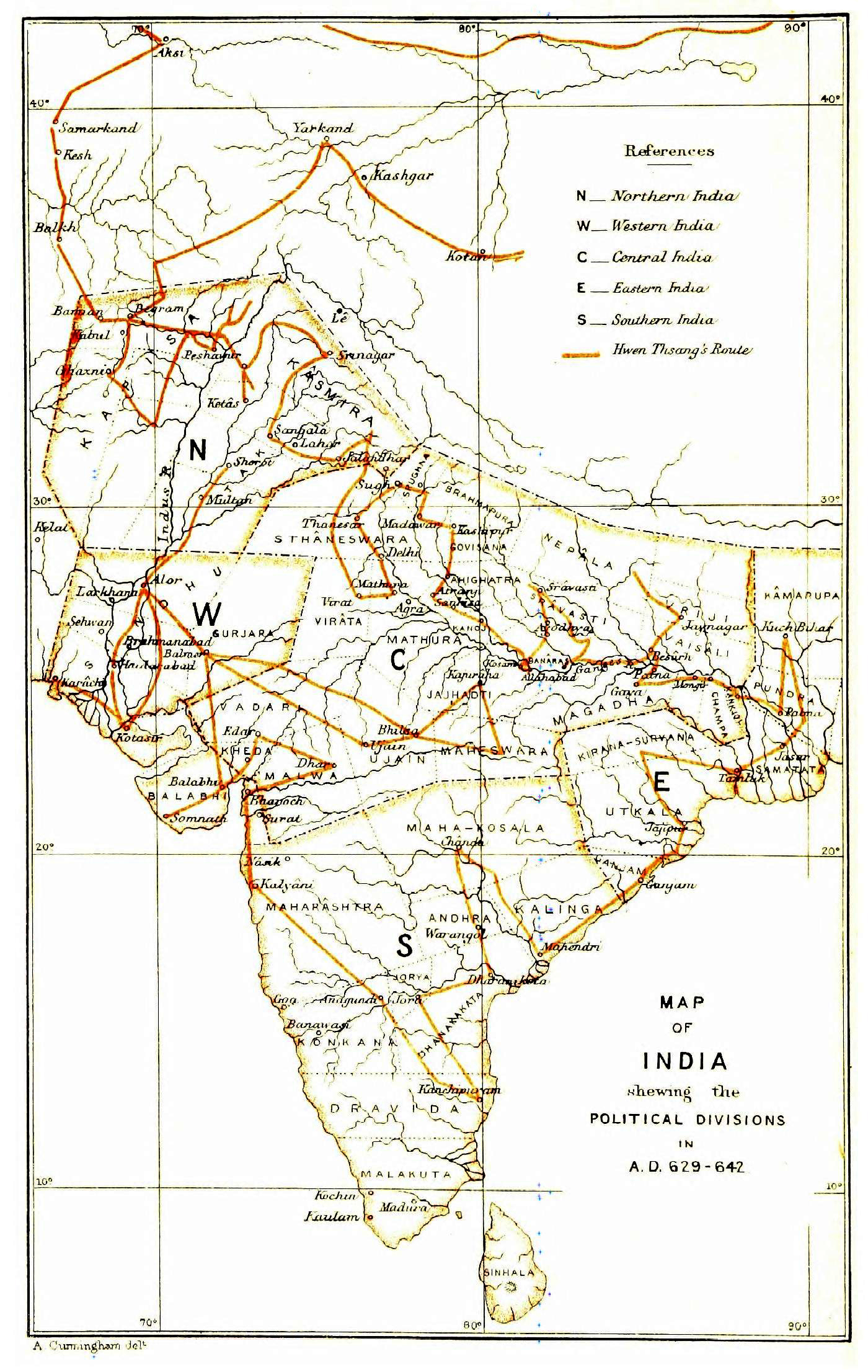
Itinéraire de Xuanzang. Carte établie par Alexander Cunningham.

### Jusqu'à Tourfan
En 629, Xuanzang affirme avoir eu un rêve qui l'a convaincu de partir en Inde. Mais la dynastie Tang et les Gökturks orientaux étant en conflit, l'empereur Tang Taizong avait interdit tout voyage à l'étranger. Xuanzang persuade cependant quelques gardes bouddhistes aux portes de Yumen de le laisser passer, et quitte l'Empire en passant par Liangzhou, dans le Gansu, et la province de Qinghai. Il traverse ainsi le désert de Gobi à Hami, longe la chaîne des Tian Shan vers l'ouest, et arrive enfin à Tourfan en 630. Là, il rencontre le roi du pays, un bouddhiste, qui lui donne des lettres d'introduction et des objets de valeur comme monnaie d'échange pour son voyage.

### De Tourfan à l'Amou-Daria
Continuant plus à l'ouest, Xuanzang échappe à des voleurs et atteint Yanqi puis visite les monastères theravāda de Koutcha. Toujours plus à l'ouest, il passe Aksou avant de prendre vers le nord-ouest pour entrer dans ce qui est maintenant le Kirghizstan. Il longe le lac Issyk Kul avant de visiter Tokmak au nord-ouest et de rencontrer le grand Khan des Gökturks occidentaux, qui entretient des rapports amicaux à l'époque avec l'empereur Tang. Xuanzang continue au sud-ouest vers Tachkent, aujourd'hui capitale de l'Ouzbékistan. À partir de là, il poursuit au travers du désert jusqu'à Samarcande. Dans cette ville sous influence persane, il retrouve quelques temples bouddhiques abandonnés et impressionne le roi local par ses prêches. Repartant vers le sud, Xuanzang traverse le Pamir, atteint l'Amou-Daria (Oxus) puis la ville de Termez où il rencontre une communauté de plus de mille moines bouddhistes.

### Traversée de l'Afghanistan

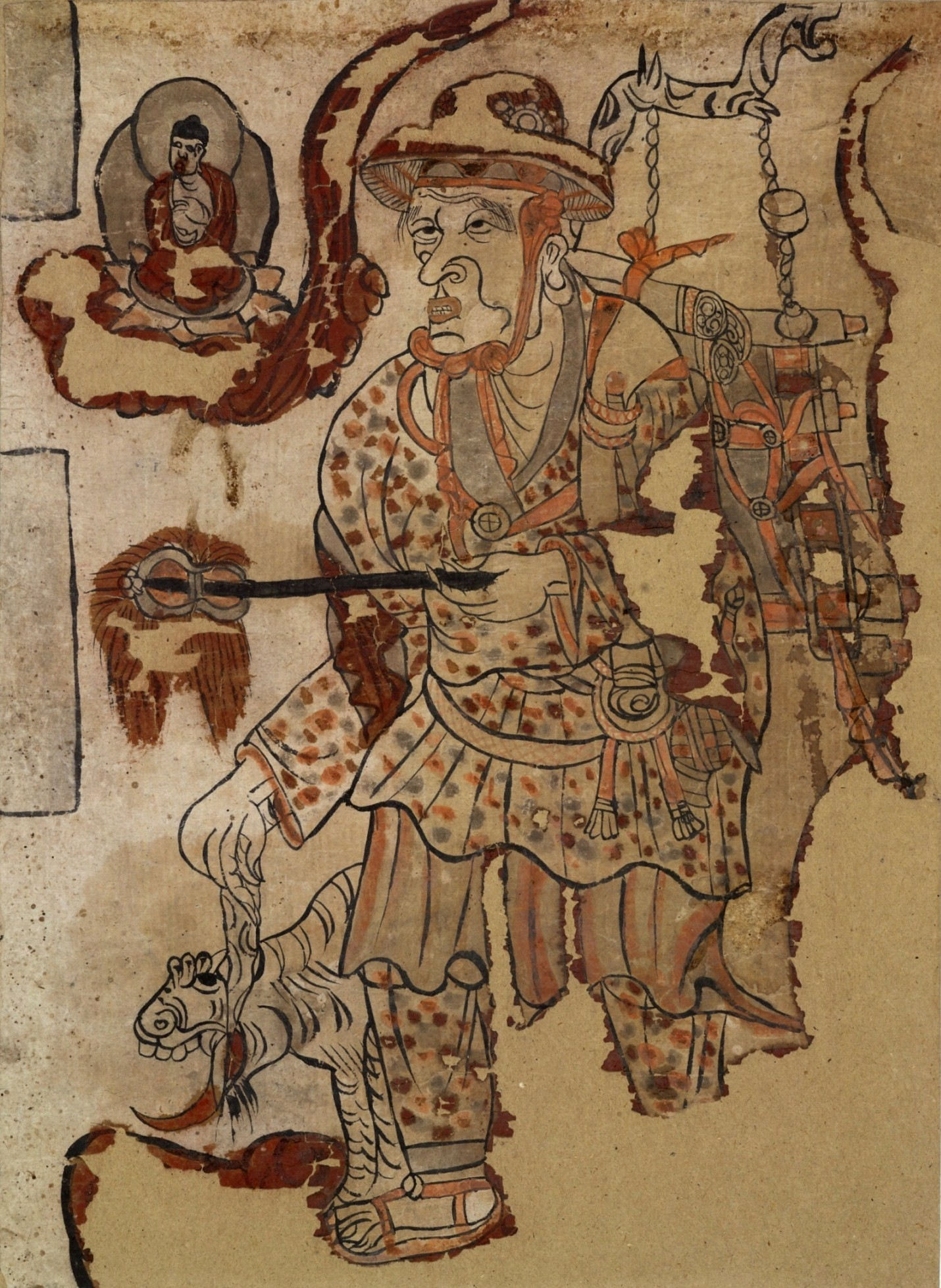
Xuanzang peint dans une des grottes de Dunhuang. IXe siècle.

Plus à l'est, il s'arrête quelque temps à Kunduz (Afghanistan) où il assiste aux rites funéraires en l'honneur du prince Tardu, mort empoisonné. Il y rencontre le moine Dharmasimha. Après quoi il poursuit vers l'ouest jusqu'à Bactres (aujourd'hui Balkh) où il visite des sites et des reliques bouddhiques. Xuanzang y trouve également plus de 3 000 moines theravāda parmi lesquels Prajñākara avec qui il étudie les écritures. Prajñākara accompagne alors le groupe de voyageurs vers Bâmiyân, plus au sud, où Xuanzang rencontre le roi et visite des dizaines de monastères theravāda ainsi que les deux bouddhas géants creusés dans la falaise que les Talibans détruiront en 2001. 
Il reprend ensuite son périple, cette fois-ci vers l'est, passant le col du Shibar et redescendant vers Kapisi (en), (l'actuelle Begrâm), capitale du royaume de Kapisa, à environ soixante kilomètres au nord de la moderne Kaboul. La ville, située dans le Gandhara comptait plus de cent monastères et 6 000 moines de l'école mahāyāna pour la plupart, ainsi que plus 1 000 temples consacrés à Deva. Il s'agit d'un royaume gouverné par les Turcs de la tribu Suli, décrit dans le livre des Sui, comma le royaume de Cao, à la fois allié et ayant d'importants échanges avec les Tang. Xuanzang participe à un débat religieux et fait montre de sa connaissance d'un grand nombre d'écoles bouddhiques. C'est là également qu'il rencontre les premiers jains et hindous de son voyage. Il pousse ensuite jusqu'à Nagarahâra, l'actuelle Jalalabad, où il considère enfin avoir atteint son but, l'Inde, en 630.
Pour son voyage en Inde et dans des pays d'Occident de 626 à 644, il serait passé par Lhassa au Tibet sous le règne du roi Songtsen Gampo.

## Le voyage II: En Inde

### Le Gandhara

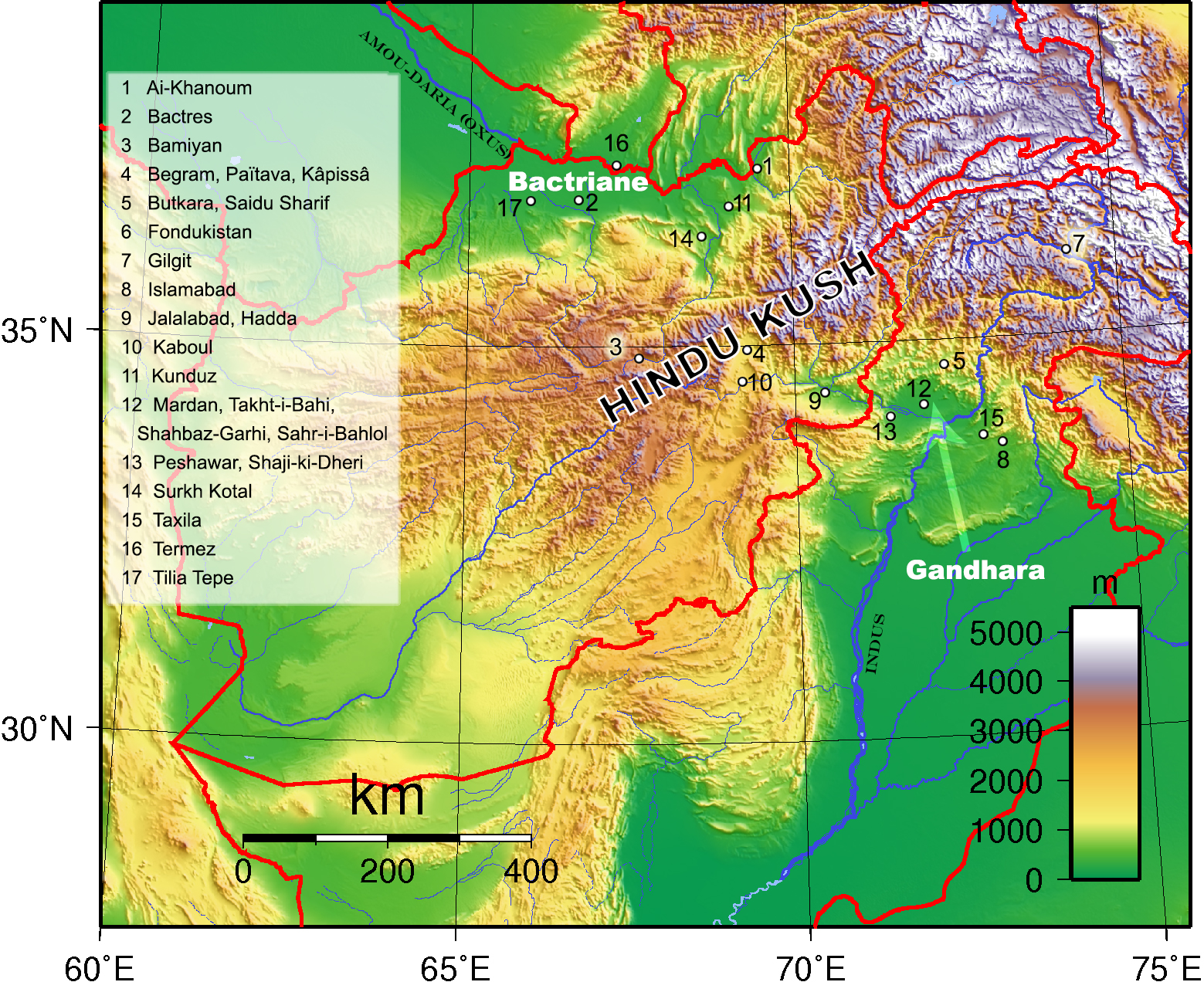
Bactriane et Gandhara. On voit sur la carte plusieurs localités mentionnées dans l'article.

Xuanzang quitte bientôt Nagarahâra où il a trouvé peu de moines bouddhistes mais de nombreux monastères et stūpas. Il marche vers l'est, traverse le Hunza, franchit la passe de Khyber et atteint Purushapura, la capitale du Gandhara (actuelle Peshawar). La ville n'est plus rien comparée à son ancienne gloire et le bouddhisme entre en déclin dans la région. Xuanzang visite un certain nombre de stūpas autour de Purushapura, notamment celui construit par le roi Kanishka au sud-est de la cité. Le récit de Xuanzang permettra à l'archéologue David B. Spooner (1879-1925) de le redécouvrir en 1908.
Xuanzang se dirige ensuite vers le nord-est en direction de la vallée de la Swat. Atteignant Udyana, il trouve 1 400 anciens monastères qui regroupèrent par le passé jusqu'à 18 000 moines. Les moines qui y vivent encore au moment où le voyageur arrive appartiennent à l'école mahâyâna. Xuanzang continue maintenant vers le nord puis traverse l'Indus à Hund. Il se dirige vers le Taxila, un royaume bouddhique mahâyâna situé à la limite est du Gandhara et vassal du Cachemire. Cette nouvelle région compte plus de 5 000 moines bouddhistes répartis dans cent monastères; il y rencontre un moine de l'école mahâyâna auprès duquel il passe les deux années suivantes (631-633), étudiant les écrits de plusieurs écoles bouddhiques. Durant cette période, Xuanzang écrit sur le quatrième concile bouddhique qui eut lieu tout près de là, vers 100, convoqué à la demande de Kanishka.
En 633, Xuanzang quitte le Cachemire et se met en route vers le sud pour Chinabhukti — peut-être la moderne Firozpur — où il étudie toute une année avec le prince-moine Vinitaprabha.

### La vallée du Gange

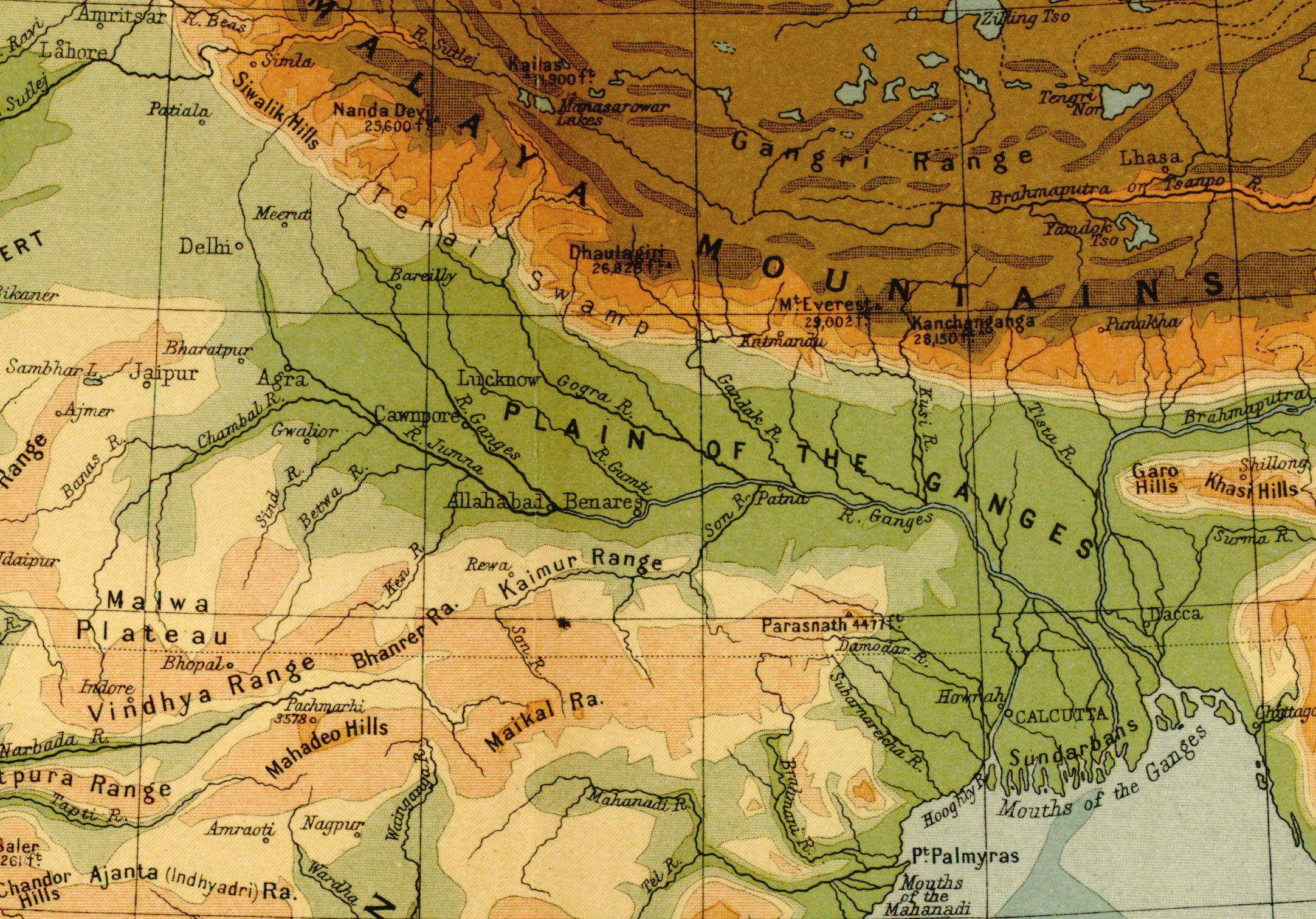
Vallée et plaine du Ganges.

Il prend la direction de l'est pour Jalandhar au Pendjab en 634, visite les monastères theravâda de la vallée de Kulu, descend plein sud vers Bairat et Mathura, sur la Yamunâ, qui compte 2 000 moines des deux écoles bouddhiques principales bien que l'hindouisme y soit prépondérant. Xuanzang remonte ensuite le fleuve en direction du nord, jusqu'à Srughna (en)puis bifurque au sud-est pour atteindre Matipura, où il arrive en 635 après avoir passé sur la rive gauche du Gange. 
Il entame alors la descente de la vallé du Gange, se dirigeant vers le sud, traversant Sankasya (Kapitha) et arrive dans la capitale du râja Harsha de Kânauj en 636. Xuanzang y compte cent monastères des deux écoles principales, et le patronage que le roi assure aux étudiants et aux bouddhistes l'impressionne. Il rend compte aussi de l'armée du râja : 500 éléphants, 20 000 cavaliers et 50 000 fantassins. Mais les attaques de dacoïts qu'il subit sur ses terres montrent que Harsha ne contrôle pas parfaitement son territoire. Il passe quelque temps dans la ville à étudier, part pour Ayodhya (Saketa), patrie de l'école yogâchâra, se dirige vers le sud pour Kausambi (Kosam) où il fait exécuter une copie d'une peinture fameuse du Bouddha.

### Les lieux saints
Xuanzang va alors visiter les lieux les plus saints du bouddhisme. Il prend la route du nord vers Sravasti où le Bouddha passa vingt-cinq saisons des pluies, parcourt le Terai, la partie méridionale du Népal actuel où il trouve des monastères bouddhiques abandonnés. Il se rend alors à Kapilavastu (où le Bouddha vécut jusqu'à 29 ans), puis à Lumbinî, lieu traditionnel de naissance du Bouddha. En 637, il se va à Kushinâgar, où le Bouddha atteint le nirvāna, puis visite le parc aux gazelles à Sarnath où il donna son premier sermon. Là, Xuanzang compte 1 500 moines résidents. 
Après cela, il traverse Varanasi, Vaisali, Pataliputra (Patna) et atteint Bodh-Gaya où Bouddha avait atteint l'Illumination. 

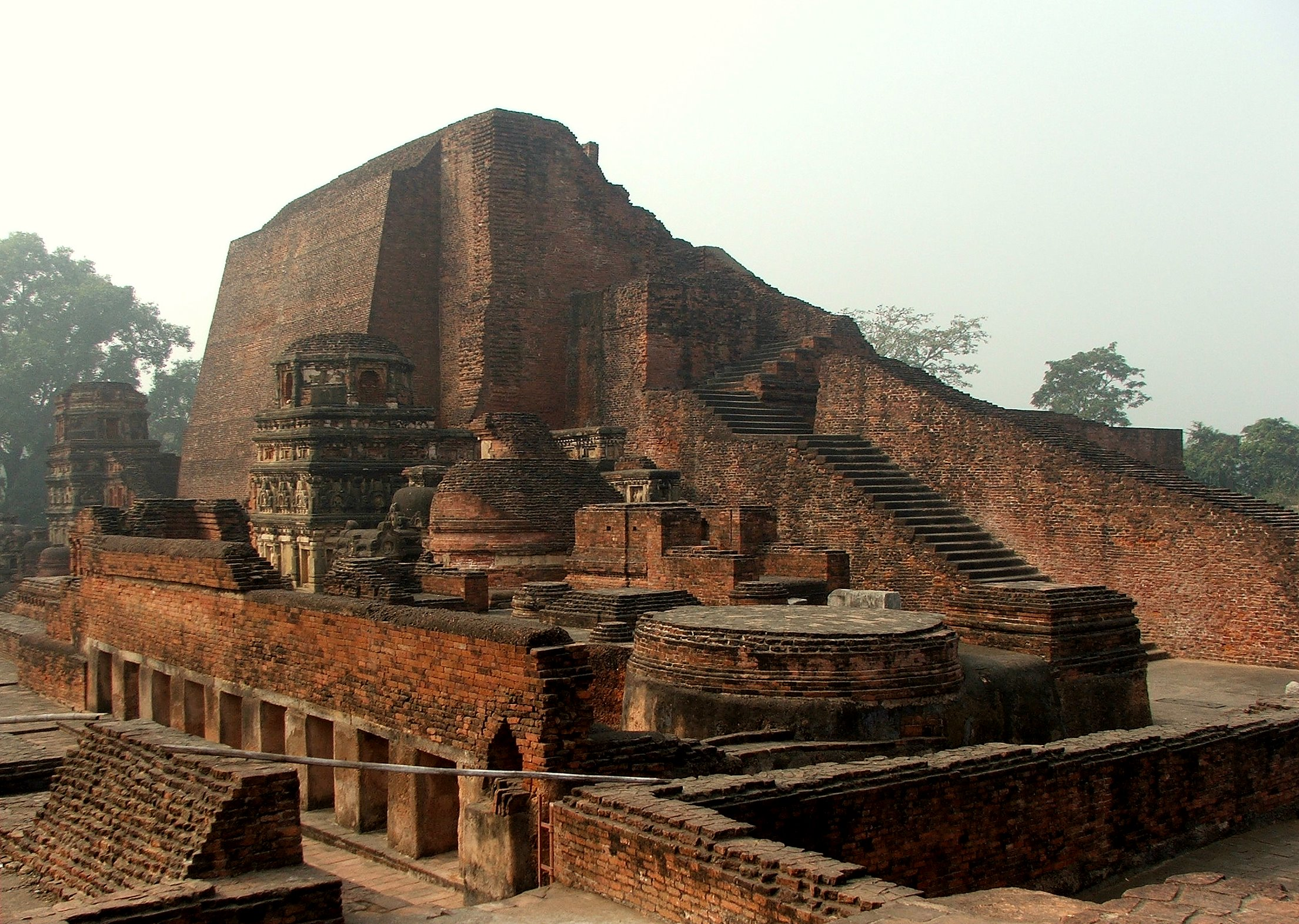
Le grand stûpa de Sariputta, dans l'ancienne université de Nâlandâ.

### Nâlanda
Accompagné par des moines locaux, il se rend à Nālandā, la grande université antique de l'Inde, où il séjourne durant les deux années suivantes. Il y est alors en compagnie de plusieurs milliers de moines — on estime leur nombre à dix mille à cette époque. Avec eux, et sous la direction du patriarche Shîlabhadra, il étudie la logique, la grammaire, le sanskrit et la doctrine yogācāra, l'école bouddhique prépondérante en ce temps-là à Nālandā.

### Descente vers le sud
S'arrachant difficilement à l'atmosphère d'étude de Nâlanda, il se dirige vers le Bengale où il passe l'été 638. Mais il pense maintenant à une autre destination, l'île de Ceylan. C'est le foyer de l'école theravâda, à quoi s'ajoute que l'île est dépositaire, depuis le règne d'Ashoka, d'une relique majeure, la dent du Bouddha, qui fut retrouvée dans les cendres de son bûcher funéraire. Des moines du sud venus en pèlerinage le persuadent de continuer par la terre et de prendre le bateau pour faire la traversée près de l'île plutôt que de s'embarquer depuis le port de Tamralipti, l'actuel Tamluk. Il suit donc la côte orientale de l'Inde, traverse l'Orissa, rencontre et décrit des aborigènes peu indianisés puis entre dans l'Andhra, la première des régions de langues dravidiennes, et passe à Amaravati ou Bezvada la saison des pluies 639. Il continue sa descente et entre en pays pallava, passe à Mahaballipuram où il découvre peut-être la descente du Gange en travaux. Mais voilà qu'à Kanchipuram, dans le Tamil Nadu, des religieux cinghalais fuyant la guerre civile qui sévit dans l'île lui déconseillent de se rendre dans leur pays. À contrecœur, il renonce donc, et visite en lieu et place Tanjavûr et Madurai. 

### Remontée vers le nord
À partir de Madurai, il entame la remontée vers le nord, le long de la côte occidentale. Il traverse le pays konkani (Goa) et le Maharashtra qui forment alors l'empire Chalukya, et passe peut-être la saison des pluies 641 à Nasik. Il visite le site d'Ajanta, mais sans le décrire, et s'arrête quelques jours au Gujarat dans le port de Bharuch (Bharoch), la Barygaza des Grecs, grand port de commerce de l'Inde avec l'Égypte. Il traverse ensuite le Gujarat, remonte vans le Sind et la région de Multan, et il recueille quelques renseignements sur l'empire Sassanide.

### Retour à Nâlanda
Depuis le Sind, iI est bientôt de retour à la prestigieuse université de Nâlandâ où il reprend ses joutes oratoires défendant la doctrine du Bouddha contre celle des brahmanes, ainsi que celle des savants shivaïtes et vishnouites. La célébrité de notre voyageur est venue aux oreilles du raja Bhaskara Kumâra de l'Assam. Il l'invite à séjourner dans son royaume, dont Xuanzang fait la description. Là, il pense un moment rejoindre la Chine, à seulement deux mois de route, mais recule devant la difficulté du terrain et les dangers que constituent le paludisme et les troupeaux d'éléphants sauvages.

### Chez le roi Harsha
C'est alors que Harsha, le dernier des grands rois indiens bouddhistes et le suzerain du roi de l'Assam, lui fait savoir qu'il souhaite sa présence auprès de lui. Malgré son attachement au bouddhisme mahâyâna, et comme tous les souverains de l'Inde, Harsha n'a pas rompu avec les brahmanes et les sectes hindouistes, et il compte organiser une rencontre entre savants religieux de toutes obédiences. Quand le pèlerin arrive, il lui réserve un accueil magnifique, allant jusqu'à baiser ses pieds. 
Le roi convoque les savants religieux à Kanauj où se tiendra la dispute. Aux premiers jours de l'année 643, le roi Harsha et Xuanzang remontent le Gange s'y montre si habile qu'il fâche ses coreligionnaires du Petit Véhicule. Un sanctuaire construit par Harsha pour y loger une statue du Bouddha est incendié, probablement par des brahmanes mécontents, et le roi échappe même à une tentative d'assassinat qui implique ces mêmes brahmanes. Cinq cents d'entre eux seront déportés hors des frontières de l'Inde, une punition plus sévère que la mort car elle les oblige à vivre dans l'impureté. Harsha invite ensuite Xuanzang à Prayag, l'actuelle Allâhâbâd, et ils y sont rejoints par dix-huit vassaux du roi pour assister à la Kumbh Mela, dont le pèlerin fait la première mention historique[réf. nécessaire].

## Le voyage III: Retour en Chine

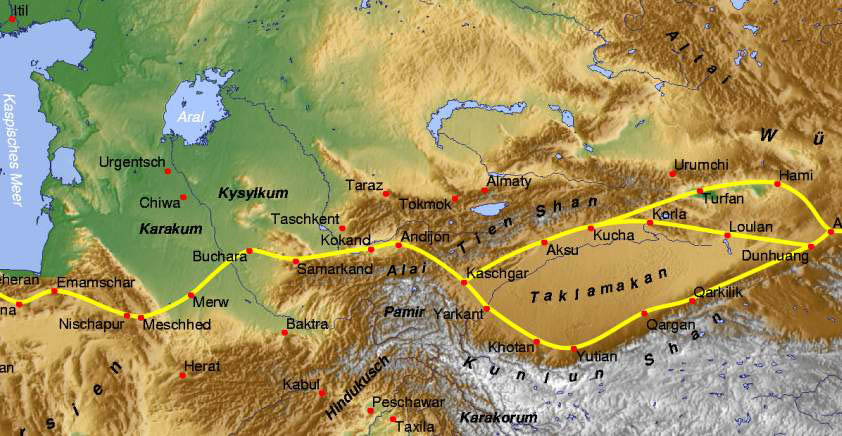
Les routes qui contournent le Taklamakan par le nord et le sud.

Malgré l'insistance d'Harsha pour que Xuanzang reste auprès de lui, celui-ci prend la route du retour. Le roi lui donne une escorte qui le raccompagne le long de la vallée du Gange, jusqu'aux confins de l'Inde.  Au début de 644, il franchit l'Indus où cinquante manuscrits tombent dans le fleuve et sont perdus, tout comme les graines de fleurs qu'il ramenait en Chine. Le roi du Cachemire, ayant appris qu'il ne traverserait pas son pays, se rend au-devant de lui. Il est probable que les petits rajas voyaient en lui l'espoir d'un soutien chinois contre les hordes turques intéressées par leur richesse mais qui finissaient pourtant et toujours par se convertir au bouddhisme. Ils n'imaginaient pas que l'Islam allait bientôt déferler, effacer les restes de cette civilisation gréco-bouddhique et couper le contact entre l'Inde et le bassin méditerranéen.

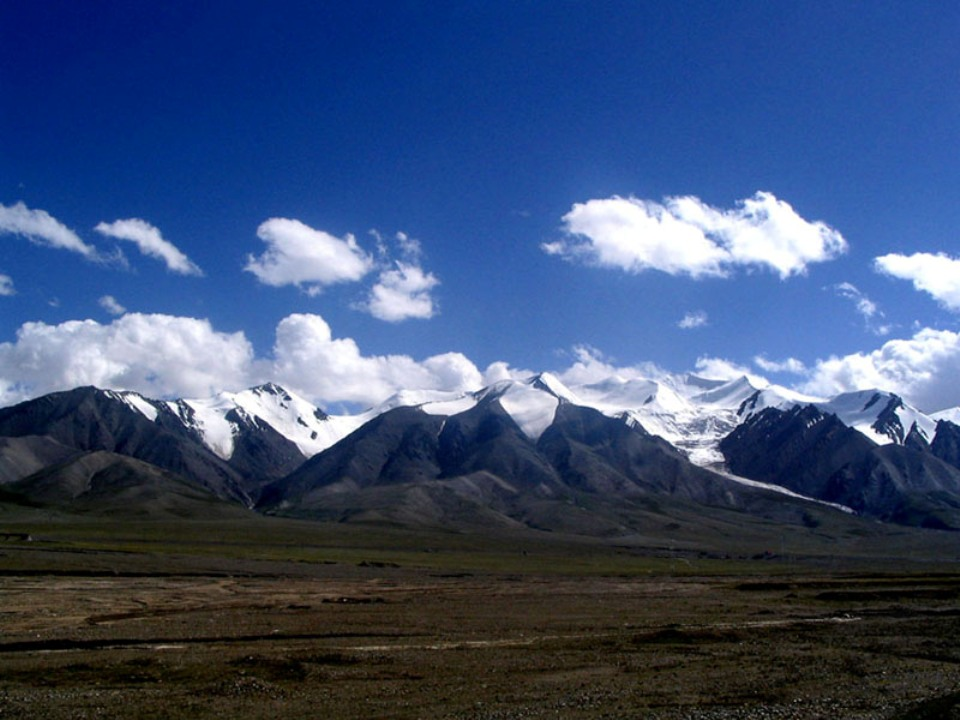
Vue de la cordillère du Kunlun.

Xuanzang reprend ainsi la route du Pamir. Parvenu à Kashgar, il emprunte ensuite la route qui longe les piémonts de la chaîne du Kun lun, contournant ainsi le Taklamakan par le Sud.

On peut s'étonner que Xuanzang, qui a visité consciencieusement tous les sites bouddhiques de l'Inde, n'ait fait aucunement référence à Sânchî, centre important et actif lors de son séjour puisqu'un temple, resté inachevé, y était alors en construction.

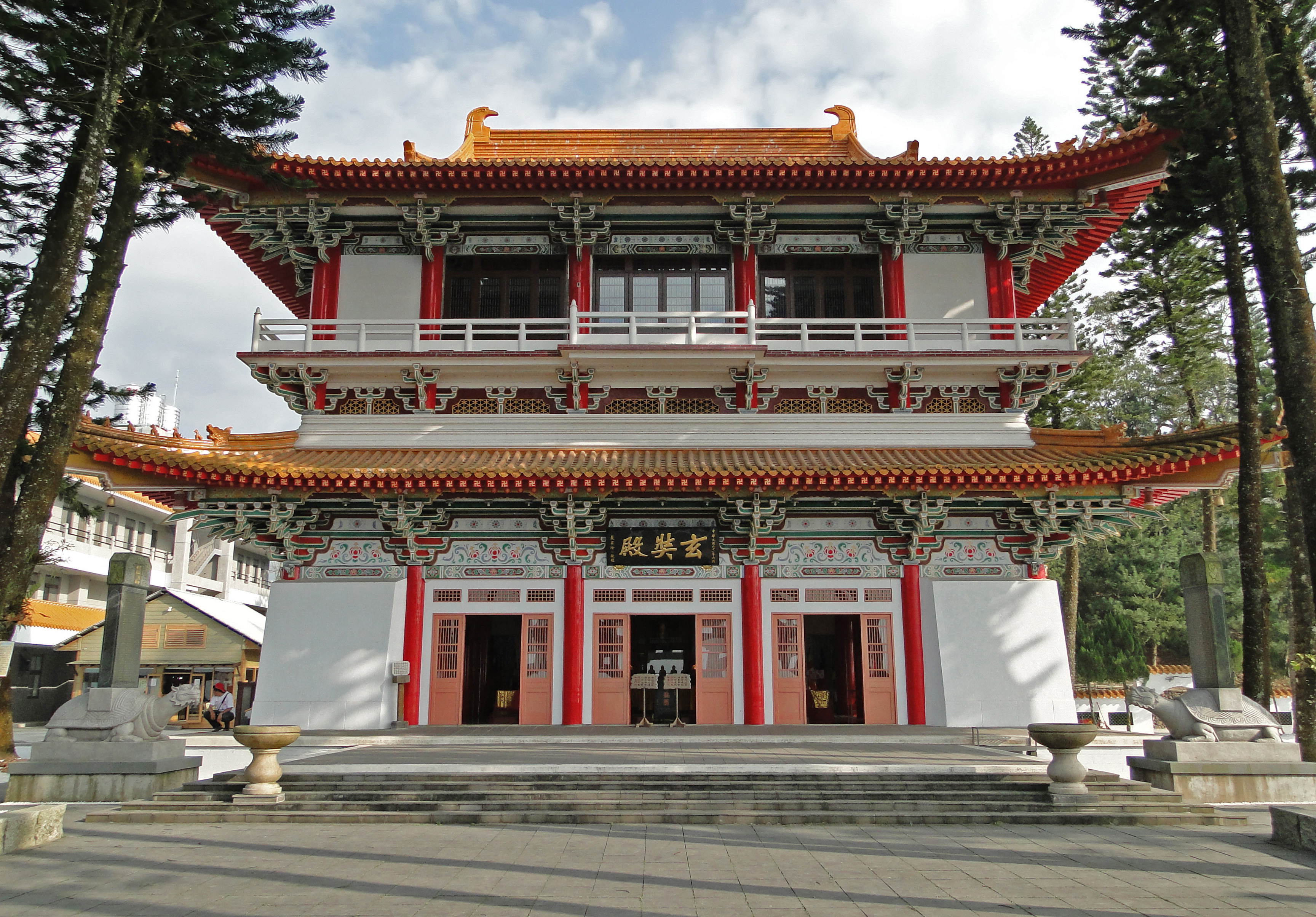
Temple de Xuanzang à Taiwan.

## Autour de Xuan Zang,Le Voyage en Occident
Le voyage de Xuanzang et les légendes qui ont grandi autour de celui-ci ont inspiré un grand roman chinois, le Xiyouji (西游记) (Le Voyage en Occident) dont la version la plus célèbre est celle de Wu Cheng'en (xvie siècle).
Il s'agit d'un texte destiné à un large public, plein d'humour, de magie et de merveilleux, où grouillent les êtres surnaturels, et dont de nombreux épisodes viennent d'un fonds populaire burlesque et familier. Il s'agit avant tout d'un ouvrage de divertissement, dont le véritable héros est bien moins Xuan Zang, que le Singe Sūn Wù Kōng. La truculence et la verve de cette oeuvre en font un des quatre grands romans de la littérature chinoise classique.

### Cadre et personnages principaux

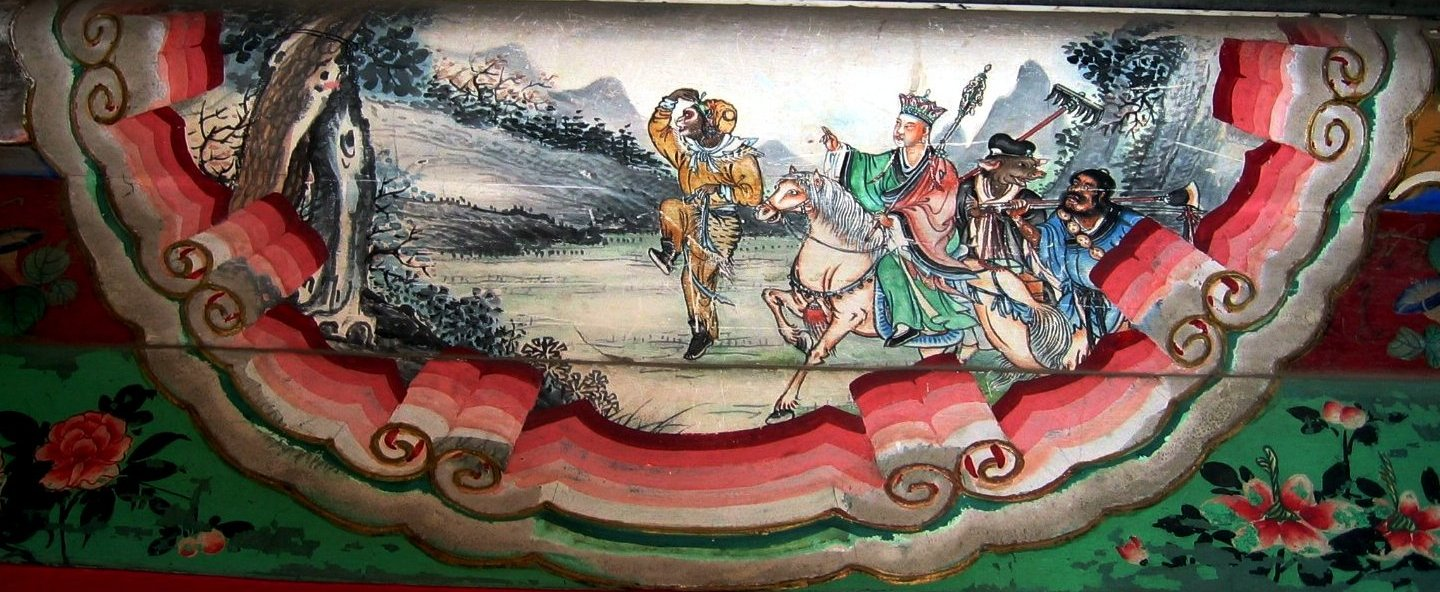
Les cinq héros du roman. De gauche à droite: Sun Wukong, Xuanzang montant Long Wang Sanjun, Zhu Bajie, Sha Wujing. Pékin, Palais d'été, Long Couloir.

Le Bouddha Shì Jiā Móu Ní (釋迦牟尼) (Śākyamuni) s'inquiète des mœurs sauvages de certaines contrées chinoises, et il demande à Guanyin, la Grande Bodhisattva, de trouver un bonze éminent, plein de mérites, qui se rendrait jusque dans l'Ouest (l'Inde) afin d'en ramener en Chine des sutra dont les enseignements profiteraient au peuple chinois. Le choix de Guanyin se porte sur le moine Xuán Zàng (Tripiṭaka en sanskrit), et elle va s'arranger pour que  l'Empereur Tài Zōng le charge de cette mission.  
Comme il n'est qu'un mortel et qu'il ne survivrait pas seul durant un si long et périlleux voyage, la Bodhisattva lui adjoint quatre êtres surnaturels comme disciples pour l'accompagner et le protéger : le Singe immortel Sūn Wù Kōng, le Dragon Lóng Wáng Sān Jūn, une créature mi-homme mi-pourceau du nom de Zhū Bā Jiè, et l'Ogre Shā Wujing. 
Les multiples aventures de ces personnages, en particulier celles du Singe pèlerin, constituent le thème principal du début du récit, qui passe ensuite à la narration de l'enfance et de la jeunesse de Xuan Zang, marquée par les épreuves. Moine chinois, Tang Sanzang est chargé par l'Empereur de se rendre en Inde pour en ramener les Saintes écritures du Bouddha. Dès lors, le récit enchaîne sur le voyage des cinq compagnons vers l'Inde. Il leur faudra vaincre de multiples obstacles et embûches, affronter pas moins de quatre-vingt-un périls afin d'atteindre « l'Occident » et d'en ramener les textes bouddhiques.

### Le roman

#### Les mésaventures d'une famille
Le roman raconte donc l'histoire de Sanzang, qui pourrait s'apparenter à celle de « Moïse sauvé des eaux ». Son père, originaire de la province maritime de Hǎi Zhōu, était un lettré du nom de Chén Guāng Ruǐ. Un jour, il apprit que l'Empereur Tài Zōng de la Dynastie Táng organisait un concours à  Xī An Fǔ, dans le Shān Xī permettant de devenir dignitaire de l'État. Aussitôt il quitta sa province pour se présenter au Palais ; il réussit le concours haut la main, ce qui lui valut le grade de Zhuàn Gyuán « Premier par le mérite ». Plus tard, grâce à cette nomination, Wēn Jiāo « Affable Délicatesse », fille du Ministre d'État Yīn Kāi Shān, le choisit pour époux. Une fois marié, il fut nommé gouverneur de la province de Jiāng Zhōu, où il se rendit, accompagné de sa mère, Zhāng, et de son épouse. 

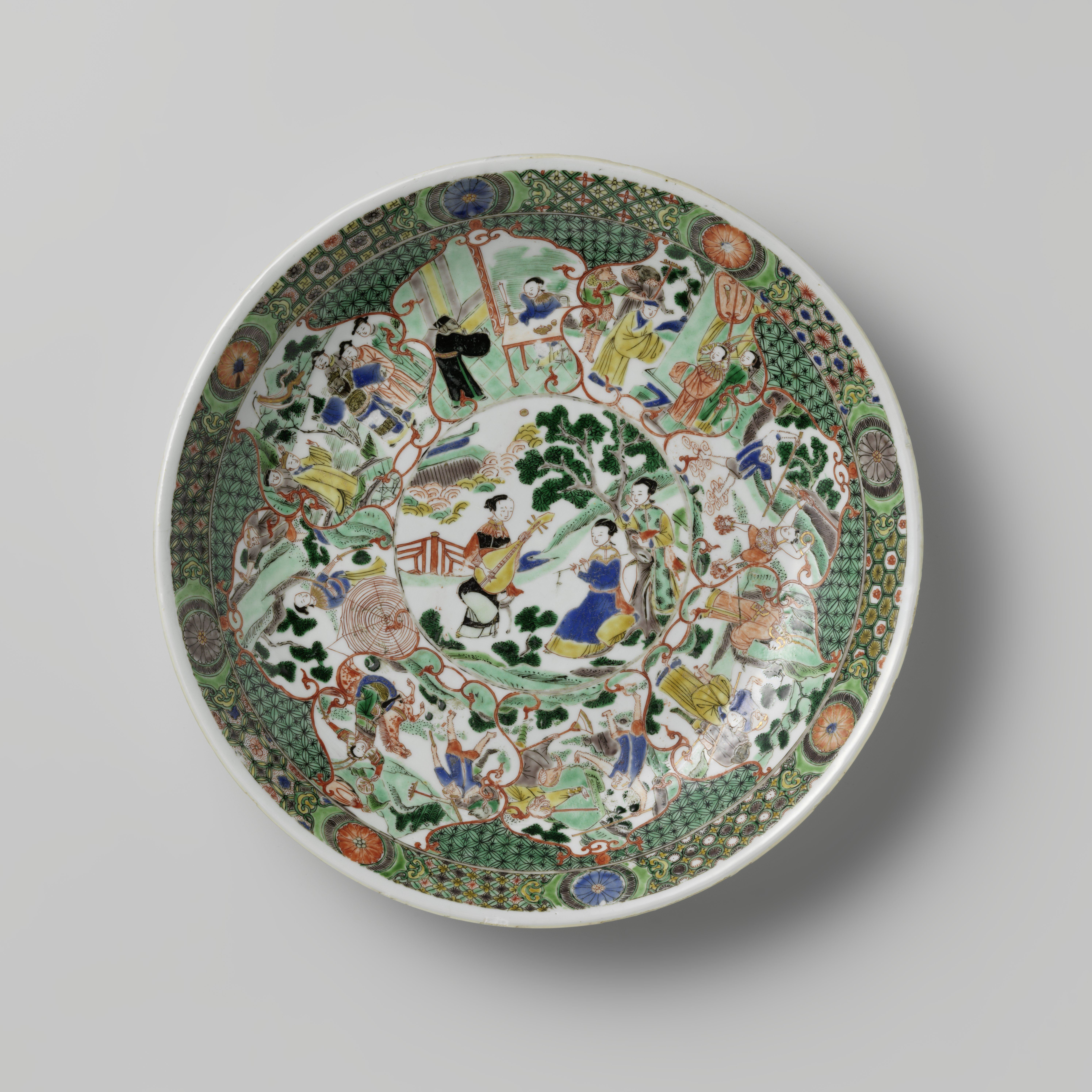
Assiette en porcelaine avec, dans le médaillon central trois dames qui jouent de la musique dans un jardin clos ; autour de ce médaillon, des cartouches de formes variées représentent des scènes du Xiyou Ji. Chine, vers 1680 - 1700, Rijksmuseum Amsterdam.

Voici donc la famille en route. Ils firent étape dans l'hôtellerie Wàn Huā Diàn « Dix Mille Fleurs Écloses » à Liú Xiǎo Èr. Le lendemain de leur arrivée survint un épisode qui se révèlera important: Chén Guāng Ruǐ vit un pêcheur qui avait attrapé un poisson en or. Alerté par le caractère divin d'une telle prise, il acheta le poisson et lui rendit la liberté, le faisant remettre dans la rivière Hóng Jiāng. Malheureusement, peu avant le départ, la mère tomba brusquement malade. Chén Guāng Ruǐ et son épouse laissèrent leur mère à l'hôtellerie pour qu'elle se rétablisse, lui demandant de les rejoindre une fois guérie, et ils poursuivirent le voyage seuls. 
Mari et femme arrivent bientôt devant la rivière Hóng Jiāng, où ils trouvèrent la barque de Liú Hóng et Lǐ Biāo. C'étaient là deux passeurs, mais surtout deux brigands. Ils embarquèrent Chén Guāng Ruǐ et Wēn Jiāo pour traverser le fleuve. Mais Liú Hóng, qui avait remarqué la beauté de Wēn Jiāo, projeta de s'emparer d'elle Wēn Jiāo. Profitant d'un coin désert, les deux brigands se jetèrent donc sur le couple, tuèrent Chén Guāng Ruǐ et ses serviteurs, jetant leurs cadavres dans la rivière. Après quoi, Liú Hóng prit les lettres de créance et les vêtements de Chén, et emmenant Wēn Jiāo, il se rendit à Jiāng Zhōu où il se fit passer pour le nouveau gouverneur.
Pour ce qui est de Chén Guāng Ruǐ, un Génie aquatique (Shén (en)) trouva son corps et se précipita annoncer la nouvelle au palais du Longwang, le « Roi-Dragon » du fleuve Hóng Jiāng, qui n'était autre que le poisson d'or que Chén avait remis à l'eau. Le Roi-Dragon envoya alors les Esprits (Zheng Huang) et les Tǔ Dì récupérer en enfer l'âme du défunt, puis il stoppa la corruption de son corps en lui faisant avaler la « Perle qui Fixe les Chairs » et lui donna un titre, tout en l'invitant à demeurer en son palais.
Cependant, Wēn Jiāo était enceinte de Chén Guāng Ruǐ, et elle redoutait le destin que son ravisseur réserverait à l'enfant une fois qu'il serait né. C'est alors que, sur les ordres de Guān Yīn, l'Esprit du Pôle Sud, Nán Jí, la rassura et lui révéla le sort heureux de son époux en même temps que le grandiose avenir qui était promis à son fils. Toutefois, Liú Hóng finit par découvrir l'enfant et voulut le tuer, mais appelé par ses affaires, il remit la chose au lendemain. Wēn Jiāo décida alors d'abandonner son fils, espérant que quelqu'un le recueillerait. Elle s'entailla un doigt pour écrire avec son sang une lettre expliquant les origines de son enfant. Et afin d'être capable de le reconnaître, elle lui coupa la dernière phalange de son petit orteil gauche. Puis, le liant sur une planche de bois avec la lettre, elle le remit au fleuve. 
L'enfant dériva jusqu'au temple de Jīn Shān, « le Mont d'Or », où il fut récupéré par le patriarche du lieu, un moine du nom de Fǎ Míng, qui le recueillit et plaça la lettre en sécurité dans un coffret. Il fit de l'enfant un bonze qu'il appela Jiāng Liú, «Flotte Rivière ». L'enfant grandissait, ignorant tout de ses origines. Il ne voulait rien d'autre que se perfectionnant dans la Voie du Bouddhisme. À l'âge de 18 ans, Fa Ming le fit tonsurer et lui donna le nom de Xuán Zàng , « Trésor Caché du Canon » (bouddhique). Poursuivant ses études, il devint un grand lettré, spécialiste des canons religieux. Mais bientôt, celui qu'il prenait pour son père révéla à Xuan Zang le secret de ses origines, lui montrant la lettre de sa mère et il lui enjoignit d'aller à Jiāng Zhōu pour la retrouver.

#### La famille réunie
L'entrevue fut émouvante mais brève, car il était certain que si Liú Hóng venait à le trouver, il le ferait mettre à mort. Sa mère lui promit de le retrouver au temple et de tout lui raconter. Sous un prétexte quelconque, elle s'y rendit et vérifia que Xuan Zang avait bien une mutilation à l'orteil gauche et qu'il était donc bien son fils. Elle lui raconta alors toute l'histoire et lui dit de se rendre à l'hôtellerie Wàn Huā Diàn de Liú Xiǎo Èr récupérer sa grand-mère. Elle lui remit aussi une lettre destinée à son grand-père maternel, le Ministre Yīn Kāi Shān dans la ville de Xī An Fǔ, dans la province de Shān Xī, lettre dans laquelle elle expliquait le meurtre de son gendre, le rapt de sa fille ainsi que son désir d'être libérée du tyran.
Yīn Kāi Shān lut la lettre et demanda immédiatement l'aide de l'Empereur, qui lui confia une armée forte de 60 000 hommes pour récupérer sa fille et arrêter son ravisseur. Liú Hóng fut bientôt cerné, arrêté, jugé et exécuté, tout comme son complice. Prise d'un vif sentiment de honte, Wēn Jiāo voulut par deux fois mettre fin à sa vie, sans succès. Elle essaya d'abord de se pendre, puis se jeta dans le fleuve où avait péri son époux jadis. Mais comme le bandit avait été lui aussi jeté dans le même fleuve en offrande aux divinités, un lieutenant du « Roi-Dragon » qui passait alors par-là, rapporta à son maître ce dont il avait été témoin. Une fois alerté, celui-ci — qui attendait cette occasion depuis longtemps — rendit sa liberté à Chén Guāng Ruǐ  pour qu'il retrouve sa vie, sa femme, son fils et sa mère. De retour à Xī An Fǔ, Chén Guāng Ruǐ reçut la charge de « Mandarin de la Cour » sous le titre de « Grand Chancelier d'Académie », à la demande de son beau-père.

#### Le voyage de Xuán Zàng
Plus tard, Xuán Zàng quitta ses parents, et avec l'argent qu'il avait reçu de leur part, il entreprit de reconstruire le temple de son vieux maître avant de rejoindre, à la demande de ses parents, celui qui était plus près du Palais. À cette époque, l'Empereur Tài Zōng dut faire célébrer la cérémonie (d'une durée de quarante-neuf jours) du « salut des âmes en peine du monde des ténèbres ». Inspiré par Guanyin, il pensa à lui Xuán Zàng comme officiant, et celui-ci remplit sa fonction à la perfection. Xuán Zàng devient dès lors le bonze favori de l'Empereur qui en fit son « frère-aîné » et lui conféra le titre de  Fǎ Shī « Maître de la Loi ».
Lorsque vint Guān Yīn, elle choisit Xuán Zàng pour accomplir la divine mission que lui avait confié le Bouddha.Le moine reçut de la Divine Bodhisattva une robe de moine, le Jiā Shā (袈裟) (Kāṣāya en sanskrit), et un bonnet Pí Lú Mào (毘盧帽), coiffe identique au Púsà Pí Lú Zhē Nà  (毘盧遮那) (Vairocana en sanskrit), ainsi qu'un bol en or pour son départ. Xuán Zàng, qui avait mal estimé la durée d'un si long voyage, promit à l'Empereur de revenir au bout de trois ans ; il lui en faudra quinze.
Xuán Zàng prendra alors le nom de Sān Zàng (« Les Trois Corbeilles ») en hommage à sa mission. Et durant son voyage, guidé par Guān Yīn, il fera la rencontre de ses futurs disciples : il libérera Sūn Wù Kōng (孫悟空) de son coffre de pierre sous la Wǔ  Shǒu Zhǐ Shān (五手指山) « la Montagne des Cinq Doigts », prendra à son service le Prince-Dragon  Lóng Wáng Sān Jūn (龍王三君) qui deviendra cheval pour être sa monture, exhortera  Zhū Bā Jiè (豬八戒) à bien se conduire et à quitter ses « parents », et récupérera l'Ogre des Sables Mouvants  Shā Hé Shàng (沙和尚) à son service. Tous les quatre allaient bientôt vivre les aventures les plus extraordinaires jamais vues jusqu'ici...

### Attributs
On apprend dans le roman que Sanzang n'est autre que la réincarnation du second disciple de Bouddha, (金蟬子  Jinchanzi) ou (金蟬長老 Jinchan Zhanglao) Cigale d'Or, puni jadis pour avoir manqué d'attention au prêche du Grand Éveillé, et renvoyé sur terre pour purifier son karma ; il le renommera par la suite, (Zhandan) Bois de Santal (Candana en sanscrit). Son nom de famille est (陳 Chen) comme son père, et c'est parce qu'il fut trouvé sur les eaux par le Patriarche du (金山 Jinshan) Temple du Mont d'Or, (長老 Zhanglao) qu'il prit le nom de Jiangliu « Courant du Fleuve ». À ses 18 ans, il prend le nom religieux de (玄奘 Xuanzang) Trésor Caché des Canons ; l'Empereur, (太宗 Taizong) lui donnera le titre de (法師 Fashi) Maître de la Loi, et c'est seulement quand il partira en voyage qu'il prendra son nom définitif de (三藏 Sanzang) Trois Corbeilles (Tripitaka en sanscrit) en l'hommage de sa mission. Ses disciples l'appellent (师傅 Shifu) Maître, et (釋迦牟尼 Shijiamuni) lui donnera le titre de (檀香功德佛 Zhandan Gongdefo) (Candanâpunyâbuddha en sanscrit) Bouddha Plein de Mérites et Vertus à la fin de son voyage.
Dans le roman, Sanzang n'est pas à proprement parler un personnage très courageux, mais il est profondément dévoué à Bouddha et à sa doctrine, et ne vit que pour sa religion et le respect de celle-ci. Étant mortel, il lui est impossible de distinguer les monstres des humains, avec ses yeux de chair, ce qui lui attire très souvent des problèmes. Il renverra même son disciple Sun Wukong à cause de ses instincts trop meurtriers, bien que celui-ci lui affirme n'avoir tué qu'un être maléfique qui en voulait à sa vie. Il passe son voyage à se faire enlever par tous les démons qui peuplent la montagne et qui veulent le dévorer afin de gagner l'immortalité ou à pleurer sur son sort. Devant l'adversité, il se désespère souvent et agace ses disciples. Il est souvent injuste, mais sait se montrer reconnaissant. Il abuse souvent de son incantation de la "constriction du cercle" sur le pauvre (孫悟空 Sun Wukong) et n'hésite pas à se plaindre tout le temps ou à faire des reproches. Il a un caractère bien trempé, est très naïf et respecte scrupuleusement les interdits de sa confession religieuse ; les femmes et leurs attraits en particulier.
Contrairement à l'iconographie, il porte plus souvent un chapeau de paille, une vieille robe de moine faite de 25 bandes d'étoffe, et des chaussures couvertes de boue, au lieu du jyasha, la robe multicolore des grands saints (kashyapa en sanscrit) et du bonnet (毘盧帽 pilu mao) de Piluzhena(Vairocana en sanscrit). Ces vêtements-là, il ne les revêt que dans les grandes occasions, voulant éviter de paraître ostentatoire. Il tient le xīzhàng, le bâton de pèlerin (khakkhara en sanscrit) à neuf anneaux, et le chapelet (mâlâ en sanscrit) qu'il égrène en récitant ses prières. D'apparence monastique, il est assez grand, mince, de belle allure, un visage aux traits réguliers, le crâne rasé comme les moines, avec de grands lobes d'oreilles (comme le Bouddha). Comme il est mortel, son corps est mortel lui aussi et donc plus lourd que la normale pour ses disciples qui ne peuvent donc pas le porter.
Comme le rélève Jean-François Pépin, le Singe est la figure dominante du roman. Il représente l'intelligence, les sentiments élevés et nobles (tandis que le cochon figure les passions). C'est d'ailleurs un animal très populaire dans les contes chinois: indiscipliné, rebelle au départ, il se transforme progressivement pour devenir sage, symbolisant par là le parcours de l'âme humaine. Quant à Xuan Zang, il est la figure du sérieux et de la détermination.  
On peut relever qu'en romançant la vie de ce moine, l'auteur l'a fait passer celui-ci deuxième plan par rapport à ses disciples qui lui volent la vedette[réf. nécessaire]. En effet, le lecteur se souvient bien plus du singe Sun Wukong et de ses exploits que du pauvre et misérable moine parti en quête des écritures sacrées en Inde, et il risque de retenir surtout l'aspect extraordinaires des personnages qui l'accompagnent et des fantastiques pouvoirs dont ils disposent[réf. nécessaire].

### Commentaire des doctrines de l'ÉcoleYogācārapar Xuanzang
- Vijñaptimātratāsiddhi: La Siddhi de Hiuan-Tsang (trad. et annotations Louis de La Vallée Poussin), Paris, Librairie Orientaliste Paul Geuthner, coll. « Buddhica, documents et travaux pour l'étude du bouddhisme », 1928 (t. 1) - 1929 (t. 2), 432 + 433

### Traductions de la biographie de Xuanzang
- Huili et Yancong (présenté, traduit du chinois et annoté par Jean-Pierre Drège) : Vie de Xuanzang, pèlerin et traducteur : Biographie du maître de la Loi Tripiṭaka résidant au monastère de la Grande Compassion sous les Grands Tang , coll. "Bibliothèque chinoise", Paris, Les Belles Lettres, 2023. cxxi + 532 pp.
- (en) The Life of Hiuen-Tsiang (Translated from the Chinese of Shaman (monk) Hwui Li, with an introduction by Samuel Beal), London, Paul Kegan, 1911 (réimpr. Munshiram Manoharlal, New Delhi. 1973), xlvii, 218 (lire en ligne)
- Hui Li et Yen-Tsung (trad. du chinois par Stanislas Julien), Histoire de la vie de Hiouen-Thsang et de ses voyages en Inde, Paris, Imprimerie impériale, 1853, lxxxiv, 472 (lire en ligne)
- (en) Sramana Huili and Shi Yancong (trad. du chinois par Rongxi Li), A Biography of the Tripiṭaka Master of the Great Ci’en Monastery of the Great Tang Dynasty, Berkeley, Numata Center for Buddhist Translation and Research, 1995, xii, 385 (ISBN 1-886439-00-1, lire en ligne)

### Traductions du voyage de Xuanzang

#### Intégrales
- Xuanzang, Mémoires sur les contrées occidentales, traduit du sanscrit en chinois en l'an 648 par Xuanzang ; et du chinois en français par Stanislas Julien, t. I, Paris, Imprimerie impériale, 1857, lxxviii, 493 (lire en ligne)
- Xuanzang, Mémoires sur les contrées occidentales, traduit du sanscrit en chinois en l'an 648 par Xuanzang ; et du chinois en français par Stanislas Julien, t. II, Paris, Imprimerie impériale, 1858, xix, 576 (lire en ligne).
- (en) Si-Yu-Ki. Buddhist Records of the Western World (Translated from the Chinese of Hiuen Tsiang by Samuel Beal), vol. I, London, Trübner  & Co., 1884 (réimpr. Delhi, Oriental Books Reprint Corporation, 1969), lxxxiii, 242 (lire en ligne)
- (en) Si-Yu-Ki. Buddhist Records of the Western World (Translated from the Chinese of Hiuen Tsiang by Samuel Beal), vol. II, London, Trübner  & Co., 1884 (réimpr. Delhi, Oriental Books Reprint Corporation, 1969), 370 p. (lire en ligne)
- (en) The Great Tang Dynasty Record of the estern Regions. (trad. Rongxi Li), Berkeley, Numata Center for Buddhist Translation and Research, 1995, xv, 399 (ISBN 1-886-43902-8, lire en ligne)

#### Résumé et extraits
- René Grousset (préf. d'André Bareau), Sur les traces du Bouddha, Paris, L'Asiathèque, 2007 (1re éd. 1929), 382 p. (ISBN 978-2-915-25556-0).

- L'Inde du Bouddha vue par des pèlerins chinois sous la dynastie Tang (Texte établi et annoté par Catherine Meuwese; présentation d'Etiemble), Paris, Calmann-Lévy, 1968, 316 p. (présentation en ligne), p. 31-280Présente de larges extraits de l'ouvrage de Xuanzang.

#### Traduction
- Dharmapâla (trad. en chinois par Xuan Zang et en français par Louis de La Vallée Poussin), Vijñaptimātratāsiddhi: la siddhi de Hiuan-tsang, Paris, P. Geuthner, 1928 - 1943, 820 + 53 p. (index), en trois vol. (OCLC 715634261)

### Études
- Jean-Pierre Drège, « 645. Xuanzang sur les traces de Bouddha », dans Romain Bertrand (dir.), L'exploration du monde : Une autre histoire des Grandes Découvertes, Paris, Seuil, coll. « Points » (no H617), 2023, 2e éd. (1re éd. 2019), 536 p. (ISBN 978-2-757-89776-8, lire en ligne), p. 35-39.
- Paul Lévy, « Les pèlerins chinois en Inde », France-Asie, vol. 16, nos 153-157 « Présence du bouddhisme  (René de Berval Dir.) »,‎ février-juin 1959, p. 375-436 (Réimpressions: R. de Berval (Dir.), Présence du bouddhisme, Gallimard, coll. « Bibliothèque illustrée des histoires », 1987, p. 279-368, puis Gallimard, coll. « TEL » n° 355, 2008.)
- (en) Sally Hovey Wriggins (rev. ed. of Xuan Zang. A Buddhist Pilgrim on the Silk Road, 1996), The Silk Road Journey With Xuanzang, Basic Books, 2004, 348 p. (ISBN 978-0-813-36599-2)
- Louis Frédéric, Dictionnaire de la civilisation indienne, Robert Laffont, 1987, 1276 p. (ISBN 2-221-01258-5)
- (en) Wang Chichhung, Dust in the Wind : Retracing Dharma Master Xuanzang's Western Pilgrimage, Rythms Monthly, 2006, 512 p. (ISBN 978-986-81419-8-8, lire en ligne), p. 190.
- Sen Tansen, Buddhism, Diplomacy, and Trade : The Realignment of Sino-Indian Relations, 600-1400, University of Hawaii Press, janvier 2003, 24 p. (ISBN 978-0-8248-2593-5, lire en ligne).

### Romans (sur et autour du pèlerinage)
- Wou Tch'eng-en,
  - Le Singe pèlerin ou le Pèlerinage d'Occident, Paris,Payot, 1951, 1980 et 1992
  - Si Yeou Ki ou le Voyage en Occident, Paris, Seuil, 1957
  - Xiyouji. La Pérégrination vers l'ouest, Paris, Gallimard, coll. « la Pléiade », 1991
- Henri Doré, Recherches sur les superstitions en Chine. Tome VIII: Deuxième partie : « le panthéon chinois », chapitre III, articles XXXà LIV, Chang-hai, Imprimerie de la Mission catholique à l’orphelinat de T’ou-sé-wé, 1914-1918, 184 p., réimp. Paris, You Feng, 1995  [lire en ligne (page consultée le 12 avril 2021)] (présentation des personnages du roman de Wou Tch'eng-en, y compris de Xuanzang)
- Frédérick Tristan, Le Singe égal du ciel, Paris, Zulma, 2014 [1994]
- Pascal Fauliot, l'Épopée du roi singe, Paris, Casterman, coll.  « Epopée », 2008